# 13 janvier 1989
Le vendredi 13 janvier 1989 est le 13e jour de l'année 1989.

## Naissances
- Ahmet Arı, joueur de football turc
- Andrew Redmayne, footballeur australien
- Andy Allo, chanteuse camerounaise
- Antoni Baliu i Piqué, international de rink hockey
- Beau Mirchoff, acteur américain
- Bryan Arguez, joueur américain de football
- Doug Martin, joueur américain de football américain
- Elies Goos, joueuse de volley-ball belge
- Fuyuko Suzuki, biathlète japonaise
- Heath Hembree, joueur américain de baseball
- Joel Silva, footballeur international paraguayen
- John Astley, joueur de snooker anglais
- Joseph Lewis, coureur cycliste australien
- Julian Perretta, auteur-compositeur-interprète britannique
- Léonie Pernet, musicienne française
- Mai Nakamura, nageuse synchronisée japonaise
- Mihran Manasyan, joueur de football arménien
- Morgan Burnett, joueur de football américain
- Panida Khamsri, haltérophile thaïlandaise
- Pól Jóhannus Justinussen, footballeur féroïen
- Tim Matavž, footballeur slovène
- Triinu Kivilaan, chanteuse estonienne
- Vera Barbosa, athlète portugaise, spécialiste du 400 mètres haies
- Walter Grubmüller, pilote automobile autrichien
- Yannick Lebherz, nageur allemand

## Décès
- Gracia de Triana (née le 26 janvier 1919), chanteuse de flamenco espagnole
- Hans Elwenspoek (né le 8 juillet 1910), acteur allemand
- Henri Laforest (né le 19 juillet 1904), personnalité politique française
- Joe Spinell (né le 28 octobre 1936), acteur américain
- Maurice Lacroix (né le 28 août 1893), helléniste, enseignant, lexicographe, résistant, syndicaliste et homme politique français
- Sterling Brown (né le 1er mai 1901), écrivain américain

## Événements
- Relance, par le ministre de l'Industrie Roger Fauroux, de la polémique sur l'affaire du raid sur la Société générale, lancée à l'automne 1988 : cette affaire serait « d'une tout autre gravité » que l'affaire Péchiney.
- Daniel Barenboïm, le directeur de l'Opéra de la Bastille est renvoyé.
- Début de la série télévisée britannique A Bit of Fry and Laurie
- Sortie du film américain Calendrier meurtrier